# Frederick Loewe
Frederick Loewe (Berlino, 10 giugno 1901 – Palm Springs, 14 febbraio 1988) è stato un compositore austriaco naturalizzato statunitense.

## Biografia
Nato a Berlino da genitori viennesi, è cresciuto nella capitale tedesca, dove ha studiato il pianoforte insieme al padre Edmond Loewe, stella dei musical. Nel 1925 si è trasferito a New York. Ha collaborato con lo sceneggiatore Alan Jay Lerner per i musical di Broadway My Fair Lady (1956) e Camelot (1960), entrambi riportati al cinema come film. Ha vinto l'Oscar per la migliore canzone nel 1959 con Gigi, tratta dal film omonimo.